# Sikås
Sikås is een plaats in de gemeente Strömsund in het landschap Jämtland en de provincie Jämtlands län in Zweden. De plaats is opgedeeld in twee småorter Sikås (westelijk deel) (Zweeds: Sikås (västra delen) en Sikås (oostelijk deel) (Zweeds: Sikås (östra delen). Het ene småort beslaat het oostelijke deel van de plaats en het andere småort het westelijke deel. Sikås (oostelijk deel) heeft 137 inwoners (2005) en een oppervlakte van 91 hectare, Sikås (westelijk deel) heeft 58 inwoners (2005) en een oppervlakte van 61 hectare. Door Sikås loopt de spoorlijn Inlandsbanan, die door een groot deel van het binnenland van het noorden van Zweden loopt.